# Ralpharia gorgoniae
Ralpharia gorgoniae är en nässeldjursart som beskrevs av Petersen 1990. Ralpharia gorgoniae ingår i släktet Ralpharia och familjen Tubulariidae. Inga underarter finns listade i Catalogue of Life.